# 川口けんご
川口 憲吾（かわぐち けんご、一部川口けんごのペンネームも使用）は日本の漫画家。

## 作品
- 脳みそプルン!　週刊少年マガジン（講談社、全8巻）
- 秘密組織シャドー　マガジンSPECIAL（講談社）
- 姉系くらしかる　まんがタイムスペシャル（芳文社）
- ロコモコ動物園　ハムスペ（イースト・プレス）
- つなぎ犬　月刊コミックブンブン（ポプラ社）
- 修羅の徹　近代麻雀（竹書房）
- エコエコクラブ(原作) 週刊少年サンデー（小学館）※作画：三ツ森あきら
- 結局、原発ってどうなのよ（イースト・プレス）※監修：澤田哲生
- 座敷がえる 　コミック・ガンボ （マンガ図書館Zにて電子書籍化）
- 徹さん　コミック・ガンボ（マンガ図書館Zにて電子書籍化）